# Життя прекрасне (фільм, 1980)
«Життя прекрасне» (італ. La vita è bella) — спільний радянсько-італійський художній фільм, знятий у 1980 році радянським режисером  Григорієм Чухраєм.

## Сюжет
Дія відбувається в неназваній країні (в іноземних анотаціях прямо вказується Португалія часів Салазара), де править військова хунта, яка жорстоко придушує вільнодумство. Антоніо Мурільо — колишній військовий льотчик, звільнений з армії за відмову потопити судно з біженцями, нині водить таксі, періодично стаючи свідком свавілля влади. Його подруга офіціантка Марія — член підпілля, яке воює проти диктатури. Антоніо, при всій своїй нелюбові до хунти, не цікавиться політикою, його мрія — зібрати грошей і знову стати льотчиком, обзавівшись власним літаком. Але ось одного разу він підвіз на своєму таксі людину, яка була опозиціонером, і потрапив у поле зору спецслужб. У підсумку через провокатора він опиняється у в'язниці, де вже перебувають кілька підпільників, і піддається тортурам. Завдяки винахідливості й навичкам механіка йому вдається врятувати життя підпільникам, зірвавши влаштовану начальником в'язниці провокацію, а потім і організувати втечу з тюрми. Разом з Марією Антоніо на викраденому таксі відривається від поліції, а потім, захопивши літак, тікає з країни.

## У ролях
- Джанкарло Джанніні — Антоніо Мурільо, таксист, підпільник (озвучує Сергій Мартинов)
- Орнелла Муті — Марія, офіціантка
- Регімантас Адомайтіс — слідчий (озвучує Вадим Спиридонов)
- Юозас Будрайтіс — Гомес (озвучує Фелікс Яворський)
- Євген Лебедєв — Ростана, начальник в'язниці
- Стефано Медія — Пако (озвучує Олександр Сников)
- Отар Коберідзе — Альварадо (озвучує Володимир Дружников)
- Микола Дупак — комісар
- Енцо Ф'єрмонте — Жоао (озвучує Олексій Алексєєв)
- Станіслав Чекан — ув'язнений
- Едуардас Кунавічус — Кордозо
- Олександр Іванов — слідчий
- Вадим Вільський — наглядач
- Фелікс Яворський — пастор
- Ігор Ясулович — ув'язнений
- Михайло Ремізов — Осаріо

## Знімальна група
- Режисер — Григорій Чухрай
- Сценаристи — Аугусто Камініто, Григорій Чухрай, Джанфранко Клерічі, Джованні Фаго
- Оператори — Луїджі Кувейллер, Михайло Біц, Джузеппе Маккарі
- Композитор — Армандо Тровайолі
- Художники — Джантіто Бурк'єлларо, Сергій Воронков
- Продюсери — Нелло Санті, Джанкарло Маркетті